# Paratrizygia conformis
Paratrizygia conformis är en tvåvingeart som beskrevs av Tonnoir 1929. Paratrizygia conformis ingår i släktet Paratrizygia och familjen svampmyggor. Inga underarter finns listade i Catalogue of Life.